# Buggenhoutbos
Buggenhoutbos är en skog i Belgien.   Den ligger i provinsen Östflandern och regionen Flandern, i den centrala delen av landet, 20 km nordväst om huvudstaden Bryssel.
Trakten runt Buggenhoutbos består till största delen av jordbruksmark. Runt Buggenhoutbos är det tätbefolkat, med 397 invånare per kvadratkilometer.